# Буркун кримський
Буркун кримський (Melilotus neapolitanus) — вид квіткових рослин з родини бобових (Fabaceae).

## Морфологічна характеристика
Це дворічна, рідше однорічна сиза рослина 30–100 см заввишки. Прилистки нижніх листків цілісні. Листочки нижніх листків зворотно-яйцеподібні, верхніх — подовжено-зворотно-яйцеподібні. Суцвіття китицеподібні, 5–9 см, нещільні. Квітки 5–7 мм завдовжки. Віночок ≈ 6 мм, білий, крила, кіль і штандарти приблизно рівні. Боби поперечно-складчасті, молоді боби волосисті, стиглі боби голі, 4–8 мм завдовжки.

## Поширення
Росте у Криму й Туреччині. Населяє культивований ґрунт і росте в гірських районах
В Україні вид росте на сухих кам'янистих схилах, у світлих лісах, садах та виноградниках — у Криму.